# چندشوهری در جانوران

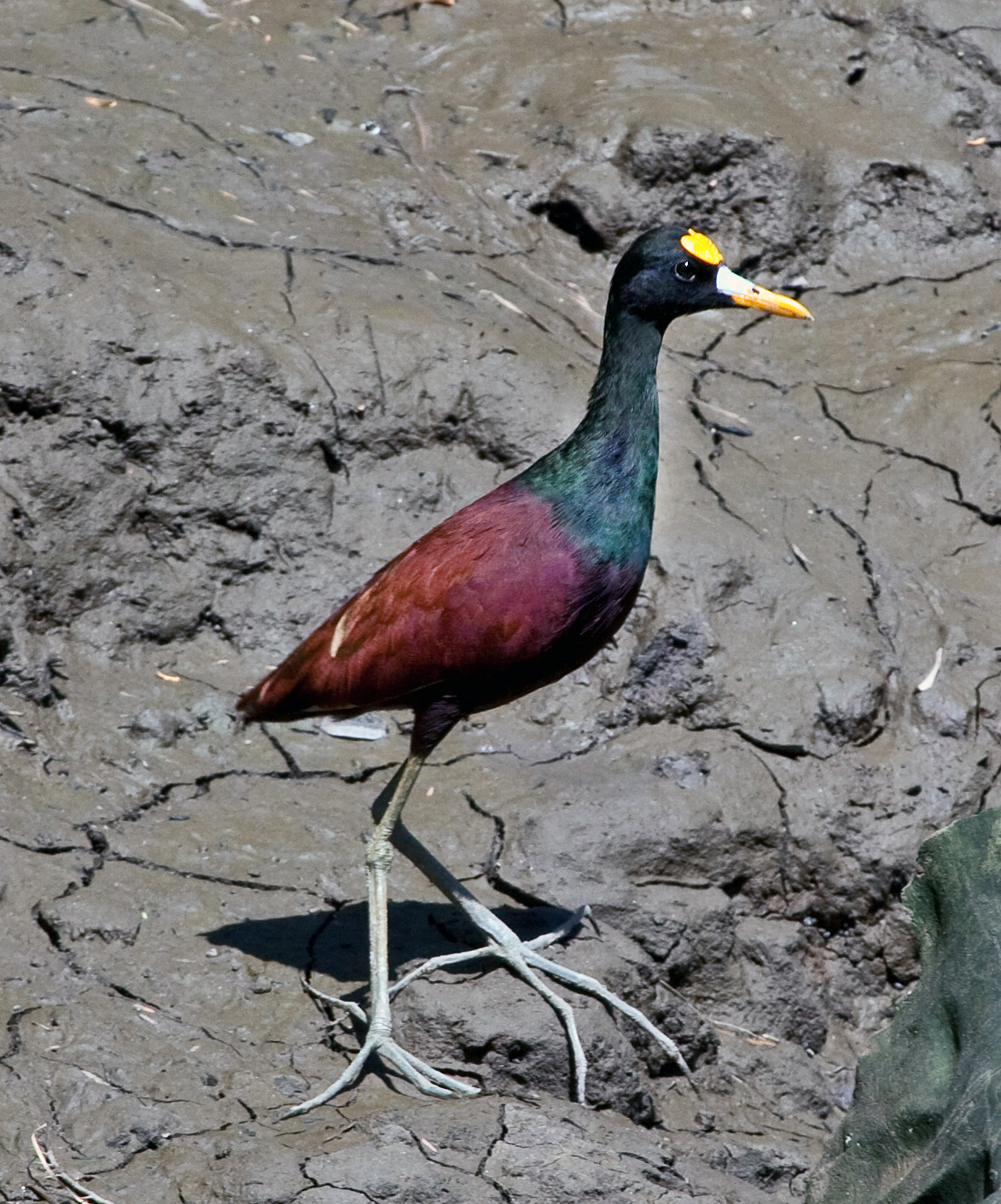
برکه‌نورد شمالی – پارک ملی پالو ورد، کاستاریکا-۸

در بوم‌شناسی رفتاری، چندشوهری (به انگلیسی: polyandry) رده‌ای از سیستم جفت‌گیری است که در آن یک ماده با چندین نر در یک فصل تولیدمثلی جفت می‌شود. چندشوهری اغلب بر اساس هزینه و مزایایی که اعضای هر جنس متحمل می‌شوند با سیستم چندزنی مقایسه می‌شود. چندزنی جایی است که یک نر با چندین ماده در یک فصل تولیدمثلی جفت می‌شود (مانند شیرها، آهوها، برخی پستانداران، و بسیاری از سیستم‌هایی که یک نر آلفا وجود دارد). نمونه رایج جفت‌گیری چندشوهری را می‌توان در جیرجیرک صحرایی (Gryllus bimaculatus) از راسته راست‌بالان Orthoptera (شامل جیرجیرک‌ها، ملخ‌ها و ملخ‌های زمینی) یافت. رفتار چندشوهری در بسیاری از گونه‌های دیگر حشرات از جمله سوسک آرد سرخ و گونه عنکبوت Stegodyphus lineatus نیز برجسته است. چندشوهری همچنین در برخی از پستانداران مانند مارموست‌ها، گروه‌های پستانداران، سردهٔ کیسه‌دار انتیکاینس و باندیکوت‌ها دیده می‌شود. 
چندشوهری همچنین در حدود ۱٪ از همه گونه‌های پرندگان، رخ می‌دهد. مانند برکه‌نوردها و صعوه‌های جنگلی، حشرات مانند زنبور عسل، و ماهی مانند لوله‌ماهی.

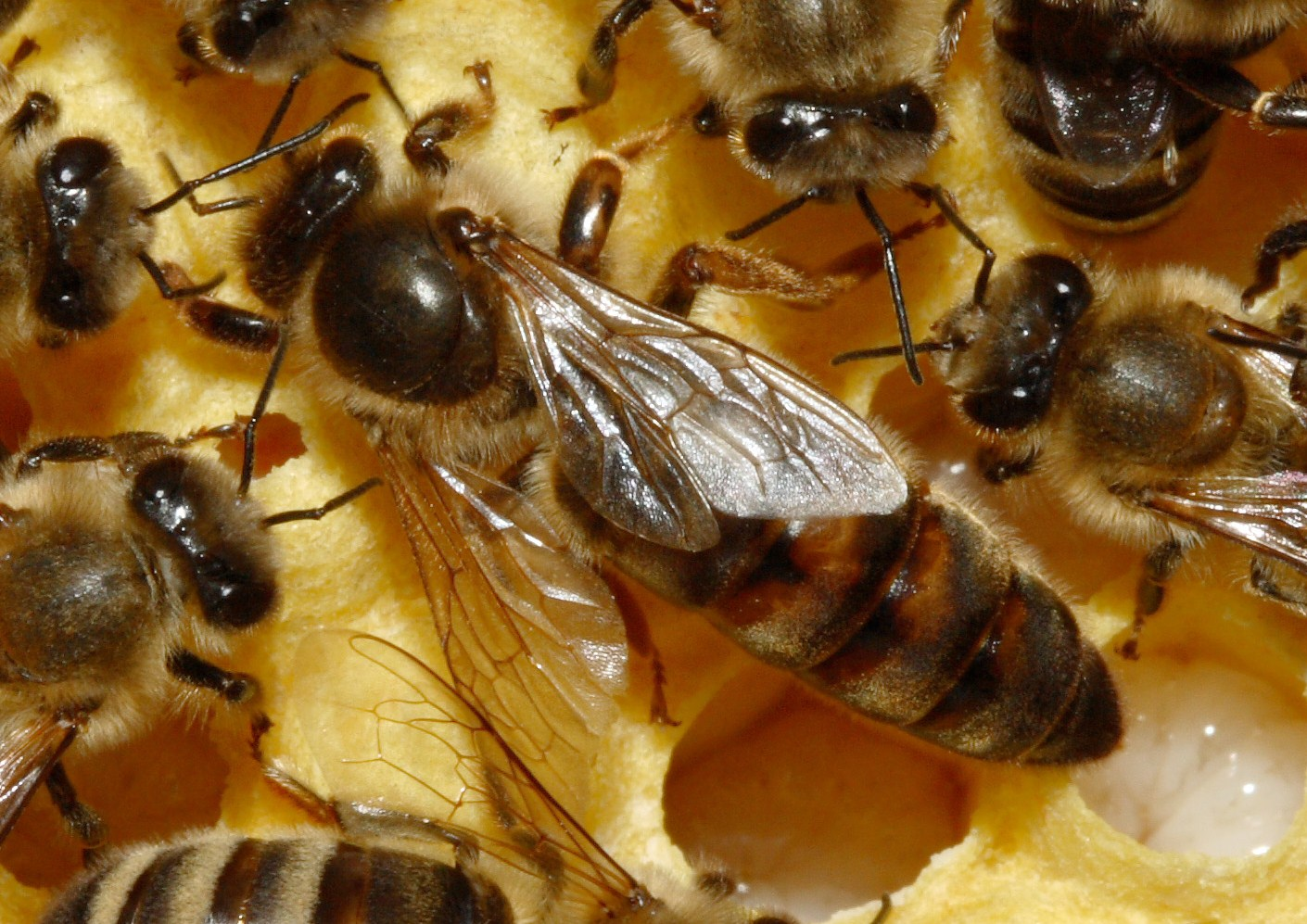
زنبور ملکه معمولاً تنها زنبور ماده در کندو است که با نرهای تولیدمثل می‌کند که اغلب از کندوهای مختلف می‌آیند. او بیشتر یا همه فرزندان را در یک کندو مادری می‌کند.